# 鬼吹灯之牧野诡事
《鬼吹灯之牧野诡事》由爱奇艺、向上影业出品、华谊兄弟联合出品，是改编自天下霸唱小说《鬼吹灯》的网络剧，鬼吹燈網路劇系列之一。赵氏兄弟影业赵小鸥、赵小溪担任导演，肖飞、戴莹担任制片人，由王大陆、金晨以及王栎鑫等人主演，另有张博宇、张鑫、李世鹏、虎虎、曾梦雪、许奕、冯博、高一清等出演。于2016年7月16日正式开机。本劇第一季于2017年7月3日在愛奇藝首播，第二季於同年8月7日在愛奇藝播出。

## 原著爭議
鬼吹灯系列共八本中並無所謂《牧野诡事》之作，而本片原型是來自作者天下霸唱在《南方都市報》的牧野專欄，專門揭秘鬼吹燈系列中觀眾感興趣的疑點，可以算是《鬼吹燈》系列的閱讀攻略或背景資料，且八本原著的電視劇改編權已全部由玄霆公司買下之后授权騰訊。所以愛奇藝並没有任何获取版權的可能，因此另闢蹊徑將此專欄為骨架，引入天下霸唱投資的公司向上影業共同製作，寫出了新劇本以胡八一等人的後代做主角展開新故事，因此不少書迷認為這並非鬼吹灯故事也沒有原著主角的魅力而是額外強行編撰的商業行為。
牧野诡事播放後因為其編劇粗糙，製作成本低，評價不佳在豆瓣獲得2.9以下的低分，兩季後故事還未進入中心主題便已停播，目前無下文。
之後玄霆公司提起訴訟控告天下霸唱侵權鬼吹燈，成為原著作者被告侵權自己作品的奇特案例，因為早在2007年1月玄霆公司就買下鬼吹燈品牌的一切權利，所以原作者已經不所有該商標和小說故事一切權利，历经一审、二审後原作者天下霸唱敗訴與愛奇藝共同承擔110萬人民幣賠償，愛奇藝另獨自承擔40萬賠償且本作品從此必須拿掉標題中的鬼吹燈。此案判例入选江苏高院发布的“2019年度知识产权保护十大典型案例”。

## 劇情
講述胡天25歲時冒險故事，他是胡八一的儿子，被胡八一“抛弃”成为孤儿，因緣際會捲入一段傳奇故事前往尋找失蹤20年的父親，並揭開西楚霸王墓的驚天秘密。目前劇情現在已詳細敘述了上六座的六大家族，分别是摸金校尉，海搬山，山搬山，蜂窩匠，拘屍一派，卸嶺力士。
其實往上追溯兩千年，天下盜墓分為四派：摸金校尉，發丘中郎將，搬山道人，卸嶺力士，隨著時間年輪的慢慢轉動，後來漸漸又發展成了上六座。
盜墓一派的傳承原來是師徒相傳，這個手藝又不能開門大張旗鼓的收徒，所以當沒有徒弟可傳時，就只能傳給自己的後代，比如摸金校尉胡八一的《十六字風水陰陽秘術》，就是他的先人傳下來的。根據現有劇情分析，對其他三派的歷史還是知道的不多。
摸金校尉由曹操創立，原為三國時期，曹操解決軍費開支，特設立的一個盜墓機構，把盜來的金銀財寶轉為軍餉，供應戰事需要，現傳承到胡八一和胡天這兩代。

## 登场人物
| 演员   | 角色   | 介绍 |
| 王大陆 | 胡天   | 胡八一和MISS楊的兒子，被胡八一「拋棄」成為孤兒，一路探尋身世，是一個有著豐富分金定穴經驗的行家。胡天擅長飛虎爪，是五人組的隊長和靈魂，但嘴角玩世不恭的壞笑讓這個隊長看起來貌似不夠「威嚴」。 |
| 张鑫   | 小金牙 | 大金牙的孫女，古靈精怪、俏皮可愛，和胡天是一對生意好搭檔。小金牙是五人組的最後一員，調皮搗蛋但也敢愛敢恨，愛佔小便宜但不貪財，小金牙是團隊的拖油瓶，但也是必不可少的萌寵擔當。 |
| 张博宇 | 王耀   | 王凱旋之子，與盜二代胡天從小相識，十分相信胡天，就像他父親信任胡司令一樣，對胡天的話更是唯命是從，所以導致他經常被胡天所騙，但仗義豪爽的他，從不記恨胡天，還是會在關鍵時刻向髮小伸以援手。 |
| 金晨   | 孙冰轮 | 孙教授的女儿，功夫了得，給胡天帶來消失20年的父母消息，並帶著胡天開啟探墓之旅。冰輪顏值高，且是武力擔當，更是五人組中的專家和軍師，負責專業的考古學和歷史知識，掌握高科技儀器。 |
| 王栎鑫 | 雷厉   | 海搬山少主，亦正亦邪俏皮多變。雷厲就是另一個極端，雖然是五人組唯一一個懂醫藥的人，身兼「奶爸」重任，但逗逼的表情已經暴露了這位的不靠譜屬性，明明是一個「富二代」卻要下古墓探險，不靠譜「奶爸」讓五人組有「團滅」的危險。 |
| 罗光旭 | 孙教授 | 二十年前和老胡老楊老王一起尋找霸王塚的成員，是拘屍法王的門人，但是背叛拘屍一派，將明月石送給小天，並告知老胡解開小天詛咒的方法就是毣塵珠。引誘摸金一派一起去尋找霸王塚，其實目的是希望獲得全世界古墓的地圖……毣塵珠。在尋毣的過程被拘屍法王殺了。其實後來沒死，成了考古學教授。 |
| 虎虎   | 杨志   | 山搬山当家，主要专长是解盅，如劇中介紹了他的老祖宗楊柳梅，外姓人尊稱其梅姨，劇中冰輪中了殄文蠱，胡天和小金牙帶冰輪找梅姨來解盅，梅姨說全天下和山搬山一族都因為解殄文蠱會折壽並早衰，所以沒有人學了，可見梅姨解蠱功力深厚。 山搬山杨家 与海搬山雷家 势不两立 |
| 曾梦雪 | 神仙眼 | 神秘的少女，斗寶閣閣主，要進去見閣主的人必須等價交換，留下一個寶物，或是拿命闖關才能見閣主一面，胡天和眾人進入斗寶閣，胡天選擇闖關見閣主，在番外篇電影述說其來歷：牧野诡事之神仙眼， 神仙眼是楚國公主，同時也是楚國的祭司，原名：姓熊，愛上了楚國一個將軍，但好景不長，楚國將軍戰死，公主決定帶著千年奇珍異寶，神仙眼入葬守墓，結果在民國初年，盜墓少年阿寶，無異間用血喚醒公主，阿寶和公主相愛，公主認為阿寶是將軍轉世， 在經歷很多事後，阿寶不幸喪命，公主悲痛萬分，決定不見凡人，進入斗寶格的異空間，為世人開通前世今生和未來，而問答。 |
| 许奕   | 秦雪   | 潜伏在雷家的女佣，是一个冷血杀手。 |
| 高一清 | 胡八一 | 摸金一伙去探索霸王冢后失踪。 |
| 李世鹏 | 王胖子 | 摸金一伙去探索霸王冢后失踪。 |
| 刘羽琦 | MISS杨 | 摸金一伙去探索霸王冢后失踪。 |
| 许晋旗 |        | |
| 姜漢娜 | 黎若花 | 拘屍法王的手下，掘子軍的頭領，她的任務是阻攔胡天等人打開項羽霸王塚。拘屍一派，是唯一一個以守陵的派系。目前還不知道當家老大是誰，只知道兩個人，一個是20年前和胡八一一起尋找項羽霸王塚的，後來化名孫教授的拘屍一派當家人的徒弟。 |
|        | 雷顯明 | 海搬山雷家当家人。 |
|        | 白青   | 蜂窩匠 目前当家人。 |
|        | 万杰   | 卸岭一派 前当家首领。 |

## 番外篇
《牧野诡事番外篇》是指源于天下霸唱小说《鬼吹灯》、改编自IP《鬼吹灯之牧野诡事》、有时亦被称为网剧《鬼吹灯之牧野诡事》番外篇的所有系列作品的合称，参见主条目。